# Copa Korać 2000-01
La Copa Korać 2000-01 fue la trigésima edición de la Copa Korać, competición creada por la FIBA para equipos europeos que no disputaran ni la Copa de Europa ni la Recopa. Participaron 88 equipos, siete menos que en la edición anterior. El campeón fue el equipo español del Unicaja Málaga, que lograba su primer título, derrotando en la final al conjunto yugoslavo del Hemofarm.

## Fase de grupos
|  | Clasificados para la siguiente ronda |  | Eliminados |

|   | Equipo             | Ptd | Pts | G | P | PF  | PC  |
| - | ------------------ | --- | --- | - | - | --- | --- |
| 1 | Prokom Trefl Sopot | 6   | 9   | 3 | 3 | 478 | 462 |
| 2 | Ricoh Astronauts   | 6   | 9   | 3 | 3 | 463 | 455 |
| 3 | Opava              | 6   | 9   | 3 | 3 | 517 | 512 |
| 4 | Hoop Pekaes        | 6   | 9   | 3 | 3 | 443 | 472 |

|   | Equipo                    | Ptd | Pts | G | P | PF  | PC  |
| - | ------------------------- | --- | --- | - | - | --- | --- |
| 1 | Avtodor Saratov           | 6   | 12  | 6 | 0 | 572 | 503 |
| 2 | Lokomotiv Mineralnye Vody | 6   | 9   | 3 | 3 | 545 | 570 |
| 3 | Spartak Saint Petersburg  | 6   | 8   | 2 | 4 | 531 | 555 |
| 4 | Shakhter Irkutsk          | 6   | 7   | 1 | 5 | 506 | 526 |

|   | Equipo       | Ptd | Pts | G | P | PF  | PC  |
| - | ------------ | --- | --- | - | - | --- | --- |
| 1 | Darüşşafaka  | 6   | 10  | 4 | 2 | 512 | 484 |
| 2 | Levski Sofia | 6   | 9   | 3 | 3 | 532 | 545 |
| 3 | Khimki       | 6   | 9   | 3 | 3 | 501 | 481 |
| 4 | FMP          | 6   | 8   | 2 | 4 | 443 | 478 |

|   | Equipo        | Ptd | Pts | G | P | PF  | PC  |
| - | ------------- | --- | --- | - | - | --- | --- |
| 1 | Fenerbahçe    | 6   | 11  | 5 | 1 | 475 | 431 |
| 2 | Hemofarm      | 6   | 10  | 4 | 2 | 469 | 435 |
| 3 | Türk Telekom  | 6   | 9   | 3 | 3 | 477 | 483 |
| 4 | NIS Vojvodina | 6   | 6   | 0 | 6 | 460 | 532 |

|   | Equipo                  | Ptd | Pts | G | P | PF  | PC  |
| - | ----------------------- | --- | --- | - | - | --- | --- |
| 1 | Near East               | 6   | 10  | 4 | 2 | 459 | 484 |
| 2 | Maccabi Ironi Ramat Gan | 6   | 9   | 3 | 3 | 478 | 456 |
| 3 | Sloboda Dita Tuzla      | 6   | 9   | 3 | 3 | 459 | 456 |
| 4 | Montecatini             | 6   | 8   | 2 | 4 | 519 | 519 |

|   | Equipo                   | Ptd | Pts | G | P | PF  | PC  |
| - | ------------------------ | --- | --- | - | - | --- | --- |
| 1 | Viola Reggio Calabria    | 6   | 12  | 6 | 0 | 581 | 474 |
| 2 | Telit Trieste            | 6   | 9   | 3 | 3 | 542 | 482 |
| 3 | MOL Szolnoki Olajbanyasz | 6   | 8   | 2 | 4 | 528 | 571 |
| 4 | Olympique Lausanne       | 6   | 7   | 1 | 5 | 485 | 609 |

|   | Equipo                | Ptd | Pts | G | P | PF  | PC  |
| - | --------------------- | --- | --- | - | - | --- | --- |
| 1 | Cáceres               | 6   | 11  | 5 | 1 | 474 | 441 |
| 2 | Dijon                 | 6   | 10  | 4 | 2 | 461 | 421 |
| 3 | Club Portugal Telecom | 6   | 9   | 3 | 3 | 477 | 501 |
| 4 | Bingoal Bree          | 6   | 6   | 0 | 6 | 480 | 529 |

|   | Equipo         | Ptd | Pts | G | P | PF  | PC  |
| - | -------------- | --- | --- | - | - | --- | --- |
| 1 | Unicaja Málaga | 6   | 11  | 5 | 1 | 512 | 431 |
| 2 | Athlon Ieper   | 6   | 9   | 3 | 3 | 454 | 500 |
| 3 | Strasbourg     | 6   | 8   | 2 | 4 | 451 | 454 |
| 4 | Le Mans        | 6   | 8   | 2 | 4 | 489 | 521 |

## Octavos de final
| Equipo 1                  | Agr.    | Equipo 2              | Ida    | Vuelta |
| ------------------------- | ------- | --------------------- | ------ | ------ |
| Ricoh Astronauts          | 146–152 | Avtodor Saratov       | 89–76  | 73–75  |
| Lokomotiv Mineralnye Vody | 146–156 | Prokom Trefl Sopot    | 78–71  | 68–85  |
| Levski Sofia              | 166–176 | Fenerbahçe            | 87–86  | 79–90  |
| Hemofarm                  | 131–129 | Darüşşafaka           | 73–60  | 58–69  |
| Maccabi Ramat Gan         | 193–178 | Viola Reggio Calabria | 106–80 | 87–98  |
| Telit Trieste             | 173–167 | Near East             | 85–74  | 88–93  |
| Dijon                     | 125–149 | Unicaja Málaga        | 68–64  | 57–85  |
| Athlon Ieper              | 166–160 | Cáceres               | 83–83  | 83–77  |

## Cuartos de final
| Equipo 1           | Agr.    | Equipo 2       | Ida   | Vuelta |
| ------------------ | ------- | -------------- | ----- | ------ |
| Ricoh Astronauts   | 162–152 | Fenerbahçe     | 93–73 | 69–79  |
| Prokom Trefl Sopot | 113–134 | Hemofarm       | 59–64 | 54–70  |
| Maccabi Ramat Gan  | 143–162 | Unicaja Málaga | 73–74 | 70–88  |
| Telit Trieste      | 157–158 | Athlon Ieper   | 86–74 | 71–84  |

## Semifinales
| Equipo 1         | Agr.    | Equipo 2       | Ida   | Vuelta |
| ---------------- | ------- | -------------- | ----- | ------ |
| Ricoh Astronauts | 101–145 | Unicaja Málaga | 46–59 | 55–86  |
| Hemofarm         | 135–119 | Athlon Ieper   | 71–59 | 64–60  |

## Final
| Equipo 1       | Agr.    | Equipo 2 | Ida   | Vuelta |
| -------------- | ------- | -------- | ----- | ------ |
| Unicaja Málaga | 148–116 | Hemofarm | 77–47 | 71–69  |

| Campeón de la Copa Korać 2000-01 |
| -------------------------------- |
| Unicaja Málaga Primer título     |